# Odontopygista natalica
Odontopygista natalica är en mångfotingart som beskrevs av Kraus 1960. Odontopygista natalica ingår i släktet Odontopygista och familjen Odontopygidae. Inga underarter finns listade i Catalogue of Life.